# 羊がいっぴき
『羊がいっぴき』（ひつじがいっぴき）は、茂呂おりえによる日本の漫画作品。

## 概要
『なかよし』（講談社）において、2009年に連載された。

## 書誌情報
茂呂おりえ 『羊がいっぴき』 講談社〈講談社コミックスなかよし〉、全1巻
- 1巻、2009年11月6日発行、ISBN 978-4-06-364241-4